# Catedral de Šibenik
La catedral de Sant Jaume (Katedrala Sveti Jakova) de Šibenik a Croàcia, és una basílica de tres naus i tres absis, i una cúpula de 32 m d'alçada.
La construcció va començar l’any 1431 i es va completar el 1536; va ser consagrada el 1555. Mentre que els treballs van començar amb diferents mestres venecians (Francesco di Giacomo, Lorenzo Pincino i Pier Paolo Bussato) durant una desena d'anys, la construcció va ser llavors confiada a Dalmatinac, natiu de Zadar. Aquest va modificar el pla original i va adoptar un estil de transició entre gòtic i renaixentista. A la mort de Dalmatinac, els treballs van ser acabats per Nikola Firentinac (Nicolau el Florentí), sobretot la teulada en cúpula i elements de la façana amb un estil del més pur renaixement. És molt remarcable i inusual el fris decorat amb cares humanes.
Es va construir amb materials que provenen exclusivament d'illes croates: Brač, Korčula, Rab i Krk.
Des de l’any 2000, la catedral forma part del Patrimoni de la Humanitat per la UNESCO.

## Galeria fotogràfica

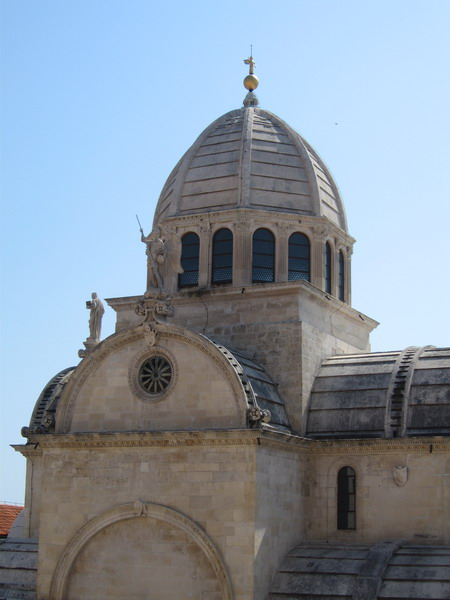
Cúpula i teulades
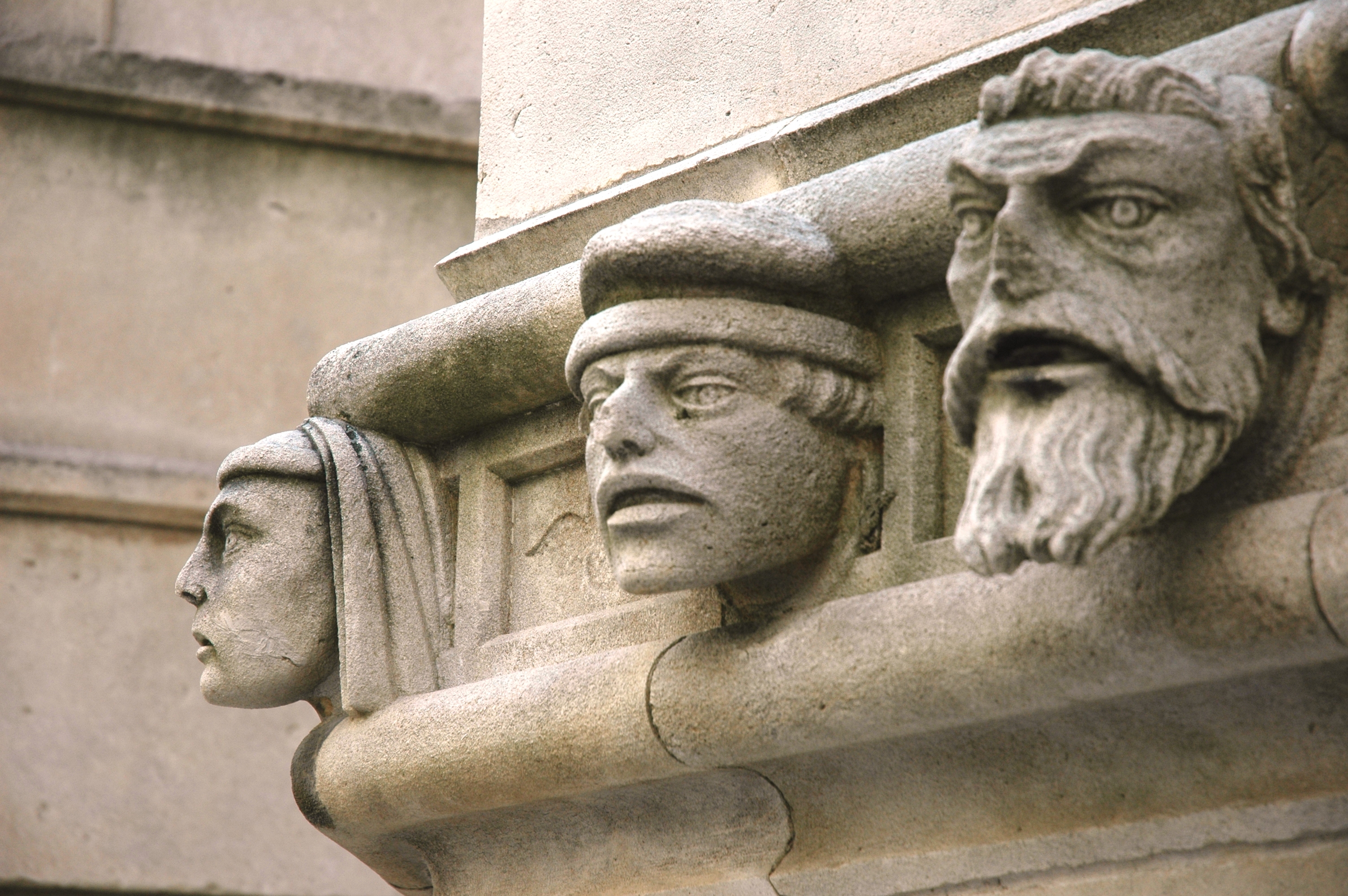
Detall de la decoració exterior